# ديفيد ويلكس
ديفيد ويلكس هو سياسي كندي، ولد في 23 سبتمبر 1959 في ليثبريدج في كندا. نشط حزبياً في حزب المحافظين الكندي. في الانتخابات الاتحادية الكندية 2011 ‏، انتخب عضو مجلس العموم الكندي عن دائرة كوتيناي- كولومبيا ‏ وقد انضم خلال فترته النيابية ‏ (2 مايو 2011 – 18 أكتوبر 2015) للكتلة البرلمانية حزب المحافظين الكندي وانتخب عضو مجلس العموم الكندي.